# Pogostemon nilagiricus
Pogostemon nilagiricus là một loài thực vật có hoa trong họ Hoa môi. Loài này được Gamble miêu tả khoa học đầu tiên năm 1924.